# هيوز للمروحيات
هيوز للمروحيات  (بالإنجليزية: Hughes Helicopters)‏ كانت شركة أمريكية كبرى لتصنيع طائرات الهليكوبتر العسكرية والمدنية في فترة عقد الخمسينات إلى عقد الثمانينات من القرن العشرين. تأسست في 1947. يقع مقرها في كولفر سيتي.
بدأت الشركة في عام 1947، كوحدة تابعة لشركة طائرات هيوز، ثم في عام 1955 أصبحت جزءا من شركة هيوز تولز.  في عام 1972 أصبحت شعبة مروحية هيوز، وفي في عام 1981 ثم أعيد تشكيلها بأسم شركة هيوز للمروحيات. ومع ذلك، فأن طوال تاريخها، كانت الشركة معروفة بشكل غير رسمي باسم «هيوز للمروحيات». في عام 1984 تم بيعها لشركة ماكدونل دوغلاس، حيث أصبحت شركة تابعة لها تحت اسم شركة ماكدونل دوغلاس لأنظمة طائرات الهليكوبتر. انظر مروحيات إم دي لتاريخ الشركة بعد هذه الصفقة.